# عبد الرحمن خضر (عراقي)
عبد الرحمن خضر  (1316 - 1376 هـ = 1898 - 1957 م) هو أحد أعمدة القضاء في العراق ومن رجال النهضة الوطنية ومن المشتركين في الثورة العراقية الكبرى سنة 1920.

## حياته
ولد في بغداد عام 1898. أتم دراسته في المدرسة السلطانية عام 1916. انتمى إلى سلك الضباط الاحتياط موظفًا في اسطنبول، ثم عاد إلى العراق بعد إعلان العفو العام، ودخل كلية الحقوق وتخرج منها. بعد تخرجه في الحقوق عين قاضيًا في المحاكم المدنية سنة 1926، ثم نائبًا برئاسة إجراء بغداد، وكذلك مديرًا عامًا لمديرية الأوقاف العامة لغايه وفاته قبل ثورة 1958.

## مؤلفاته
من مؤلفاته:
- مجموعة قوانين المطبوعات والمطابع وحق التأليف – ترجمة ط2 1929
- شرح قانون أصول المحاكمات الجزائية البغدادي وتعديلاته وذيله
- شرح القانون المدني
- الوقف الذري
- ثلاثة كتب في تفسير سور الإخلاص والفاتحة والفلق (1)